# Myosotis corsicana
Myosotis corsicana är en strävbladig växtart som först beskrevs av Adriano Fiori, och fick sitt nu gällande namn av Hans Rudolph Jürke Grau. Myosotis corsicana ingår i släktet förgätmigejer, och familjen strävbladiga växter. Inga underarter finns listade i Catalogue of Life.